# Jevrobačennja 2010
La quinta edizione di Jevrobačennja (in ucraino Євробачення?, "Eurovisione") è stata organizzata dall'emittente radiotelevisiva ucraina Nacional'na Teleradiokompanija Ukraïny (NTU) per selezionare il rappresentante nazionale all'Eurovision Song Contest 2010 ad Oslo.
La vincitrice è stata Al'oša con To Be Free.

## Organizzazione
Dopo aver confermato la partecipazione dell'Ucraina all'Eurovision Song Contest 2010, il 29 dicembre 2009 l'emittente ucraina NTU ha annunciato di aver selezionato internamente il cantante ucraino Vasyl' Lazarovyč come rappresentante nazionale, mentre la sua canzone sarebbe stata selezionata attraverso una finale nazionale tenutasi il 5 marzo 2010. Nella selezione nazionale il brano I Love You è stato selezionato, tra cinque possibili proposte, come brano per la manifestazione europea da una combinazione di giuria e televoto. A seguito delle numerose polemiche riguardo l'organizzazione della selezione, aggiunte a quelle precedentemente fatte durante la selezione dell'artista, il 15 marzo 2010 tutti i dirigenti dell'emittente NTU hanno rassegnato le dimissioni dai rispettivi incarichi.
Il successivo 17 marzo la nuova dirigenza di NTU ha tenuto una conferenza stampa d'emergenza in cui hanno annunciato l'organizzazione della quinta edizione di Jevrobačennja per la scelta di un nuovo rappresentante nazionale. La selezione dei candidati si è svolta in due fasi: nella prima fase, gli artisti ed autori interessati hanno avuto l'opportunità di presentare le loro proposte attraverso un'audizione dal vivo, ove sono stati selezionati i 20 finalisti per la finale televisiva del 20 marzo 2010. I risultati sono stati decretati da un mix di voto della giuria e televoto.

## Partecipanti
Le audizioni si sono tenute il 18 marzo 2010 presso i Savik Šuster Studio di Kiev, dove una giuria composta da Ihor Lichuta, Valid Arfuš, Andryj Urenjev, Oksana Panasivs'ka e Volodymyr Orlov, ha selezionato i finalisti per la selezione televisiva tra le 63 proposte ricevute.
| Artista             | Titolo             | Lingua  | Compositori                                      |
| ------------------- | ------------------ | ------- | ------------------------------------------------ |
| Al'oša              | To Be Free         | Inglese | Olena Kučer, Bogdan Čykaljuk                     |
| Dazzle Dreams       | Emotional Lady     | Inglese | Dmytro Cyperdjuk                                 |
| El Kravčuk          | Fly to Heaven      | Inglese | Andrij Danylko, Semyon Horov, Peter Dickinson    |
| Irina Rosenfeld     | Forever            | Inglese | Irina Rosenfeld, Oleksandr Mankin                |
| Ivan Berezovs'kyj   | No Doubt           | Inglese | Mychajlo Nekrasov, Oleh Čornyj                   |
| Julija Voice        | Zavjaži mne glaza  | Russo   | Julija Voice                                     |
| Maks Bars'kych      | White Raven        | Inglese | Mykola Bortnyk                                   |
| Maša Sobko          | Ja tebja ljublju   | Russo   | Ruslan Kvinta, Vitalij Kurovs'kij                |
| Mira Gold           | Crazy Lady         | Inglese | Mira Gold, Sonja Sytnyk                          |
| Mija                | Vona               | Ucraino | Nazar Savko                                      |
| Natalija Valevs'ka  | Europe             | Inglese | Ruslan Kvinta, Natalija Valevs'ka, Larissa Flint |
| Oleksij Matias      | Anžely ne umirajut | Russo   | Konstantin Meladze                               |
| SH & BB             | Ne zhurysʹ         | Ucraino | Dmytro Bohuš, Jevhen Kolesnik                    |
| Šanis               | Leču k tebe        | Russo   | Mykola Šandryk, Taras Piskun                     |
| Stereo              | Ne schody s uma    | Ucraino | Stas Šhurins                                     |
| Vasyl' Lazarovyč    | I Love You         | Inglese | Brandon Stone, Ol'ha Jarynič                     |
| Vitalij Kozlovs'kyj | I-L@VE?            | Inglese | Hennadij Krupnyk, Pavlo Šyl'ko                   |
| Vladyslav Levyc'kyj | Davaj, davaj!      | Russo   | Vladyslav Levyc'kyj, Taras Topolja               |
| Zakl'opky           | Anybody Home?      | Inglese | Katja Komar, Serhij Kabanec'                     |
| Zlata Ohnjevič      | Tiny Island        | Inglese | Mychajlo Nekrasov, Jevhen Matjušenko             |

## Finale
La finale si è tenuta il 20 marzo 2010 presso i Savik Šuster Studio di Kiev ed è stata trasmessa su Peršyj Nacional'ni e Novyj Kanal. Con la somma dei punteggi si è riscontrato un pareggio tra Al'oša e Maša Sobko; tuttavia, Al'oša è stata dichiarata vincitrice della selezione dopo aver ricevuto il massimo dei punti da parte della giuria d'esperti.
| #  | Artista             | Titolo             | Punti | Posizione |
| -- | ------------------- | ------------------ | ----- | --------- |
| 1  | Vitalij Kozlovs'kyj | I-L@VE?            | 0     | 12        |
| 2  | Vasyl' Lazarovyč    | I Love You         | 24    | 7         |
| 3  | SH & BB             | Ne zhurysʹ         | 0     | 12        |
| 4  | Oleksij Matias      | Anžely ne umirajut | 32    | 3         |
| 5  | Zakl'opky           | Anybody Home?      | 23    | 8         |
| 6  | Ivan Berezovs'kyj   | No Doubt           | 21    | 10        |
| 7  | Stereo              | Ne schody s uma    | 22    | 9         |
| 8  | Irina Rosenfeld     | Forever            | 29    | 6         |
| 9  | Šanis               | Leču k tebe        | 0     | 12        |
| 10 | Maks Bars'kych      | White Raven        | 0     | 12        |
| 11 | Vladyslav Levyc'kyj | Davaj, davaj!      | 0     | 12        |
| 12 | Mija                | Vona               | 0     | 12        |
| 13 | Dazzle Dreams       | Emotional Lady     | 0     | 12        |
| 14 | Maša Sobko          | Ja tebja ljublju   | 36    | 2         |
| 15 | Zlata Ohnjevič      | Tiny Island        | 30    | 5         |
| 16 | Mira Gold           | Crazy Lady         | 0     | 12        |
| 17 | Natalija Valevs'ka  | Europe             | 31    | 4         |
| 18 | Julija Voice        | Zavjaži mne glaza  | 0     | 12        |
| 19 | El Kravčuk          | Fly to Heaven      | 21    | 10        |
| 20 | Al'oša              | To Be Free         | 36    | 1         |

### Controversie
La canzone vincitrice To Be Free è risultata essere un plagio della canzone Knock Me Out di Linda Perry e Grace Slick e inoltre è stata pubblicata due anni prima, in violazione delle regole di partecipazione all'Eurovision Song Contest. L'UER perciò ha concesso all'emittente alcuni giorni per selezionare una nuova canzone, minacciandola di multa e squalifica nel caso di altre violazioni del regolamento. Il 24 marzo 2010 sul canale YouTube del concorso è stato presentato Sweet People come brano rappresentante nazionale.

## All'Eurovision Song Contest
L'Ucraina ha gareggiato nella seconda semifinale del 27 maggio, qualificandosi per la finale del 29 maggio, dove è arrivata decima con 108 punti.